# Can Puig (Castellbisbal)
Can Puig és un edifici del municipi de Castellbisbal (Vallès Occidental) protegit com a bé cultural d'interès local.

## Descripció
És un edifici aïllat de planta rectangular cobert a dues aigües de planta baixa, primer i segon pis. Les obertures estan col·locades simètricament i molt ordenades. Destaca un cos quadrangular adossat a la façana nord de dues plantes amb la teulada plana, cosa que permet disposar d'una terrassa al segon pis i també d'un espai de galeria porticada formada per arcades rebaixades recolzades sobre pilars a la planta baixa i al segon pis. A l'interior destaca els sostres amb volta catalana amb rajoles. Hi ha també les restes de l'antic estable que estan situades al nord de la finca que es troben en ruïnes. El cos antic de la masia és el celler que es va reutilitzar com a cuina. La masia actual és un edifici nou aixecat sobre les estructures de l'antic mas.

## Història
La masia té origen al segle xiv o XV, tot i que les primeres fonts documentals daten del segle xviii, podria ser que per un canvi de nom. La casa va ser reedificada el 1848 i l'edifici actual respon a aquell moment. La casa va restar abandonada a mitjan segle XX i restaurada el 1995.